# Echinopora

Echinopora es un género de corales que pertenece a la familia Merulinidae, dentro del grupo de los corales duros, orden Scleractinia. 
Son corales hermatípicos, constructores de arrecifes en aguas tropicales del océano Indo-Pacífico, desde la costa este africana hasta las islas de la Polinesia del Pacífico central.

## Taxonomía
Dados los avances científicos, que posibilitan, tanto la exploración y recolección de especies, como los análisis filogenéticos moleculares, o las imágenes proporcionadas por el microscopio electrónico de barrido, asistimos a una permanente reclasificación de los clados taxonómicos. Debido a ello, el género Echinopora ha estado enmarcado hasta hace muy poco tiempo en la familia Faviidae, siendo reclasificado por el Registro Mundial de Especies Marinas, sobre la base de recientes estudios, que lo asignan a la familia Merulinidae. No obstante, ni el Sistema Integrado de Información Taxonómica, ITIS, ni la Lista Roja de Especies Amenazadas de la UICN, han actualizado su taxonomía, manteniendo a Echinopora, hasta el momento, en la familia Faviidae.

## Especies
El Registro Mundial de Especies Marinas reconoce las siguientes especies en el género, siendo valoradas en su mayoría por la Lista Roja de Especies Amenazadas de la UICN:
- Echinopora ashmorensis Veron, 1990   Estado: Vulnerable A4c
- Echinopora forskaliana (Milne Edwards & Haime, 1849)   Estado: Casi amenazada
- Echinopora fruticulosa Klunzinger, 1879   Estado: Casi amenazada
- Echinopora gemmacea (Lamarck, 1816)   Estado: Preocupación menor
- Echinopora hirsutissima Milne Edwards & Haime, 1849   Estado: Preocupación menor
- Echinopora horrida Dana, 1846   Estado: Casi amenazada
- Echinopora irregularis Veron, Turak & DeVantier, 2000   Estado: Datos deficientes
- Echinopora lamellosa (Esper, 1795)   Estado: Preocupación menor
- Echinopora litae Nemenzo & Montecillo, 1981   Estado: No evaluada
- Echinopora mammiformis (Nemenzo, 1959)   Estado: Casi amenazada
- Echinopora pacificus Veron, 1990   Estado: Casi amenazada
- Echinopora robusta Veron, 2000   Estado: Vulnerable A4c
- Echinopora spinulosa Brüggemann   Estado: No evaluada
- Echinopora taylorae (Veron, 2000)   Estado: Casi amenazada
- Echinopora tiranensis Veron, Turak & DeVantier, 2000   Estado: Datos deficientes

* Echinopora pellucida Rehberg, 1892 (nomen dubium)

## Galería

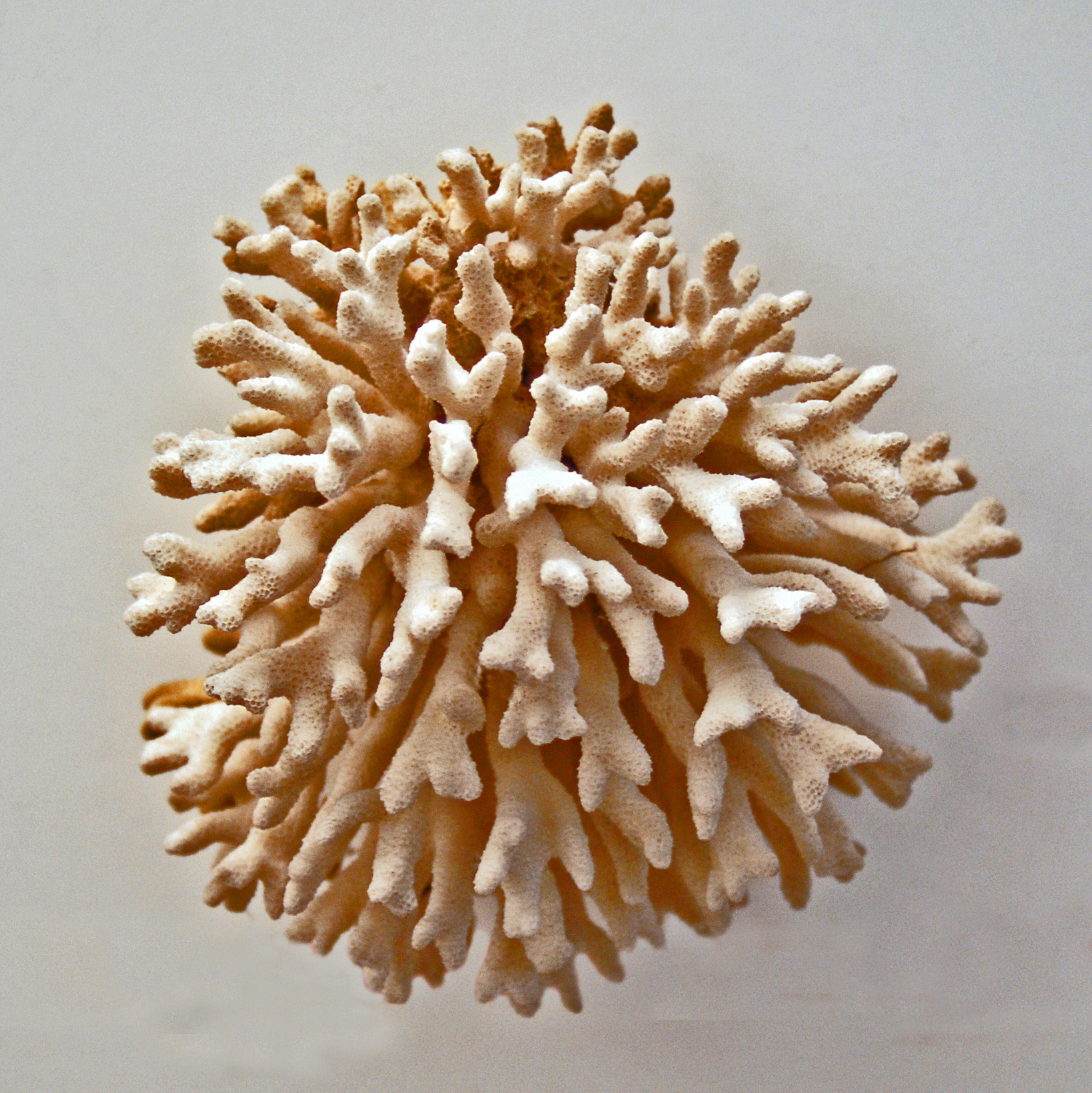
Echinopora fruticolosa
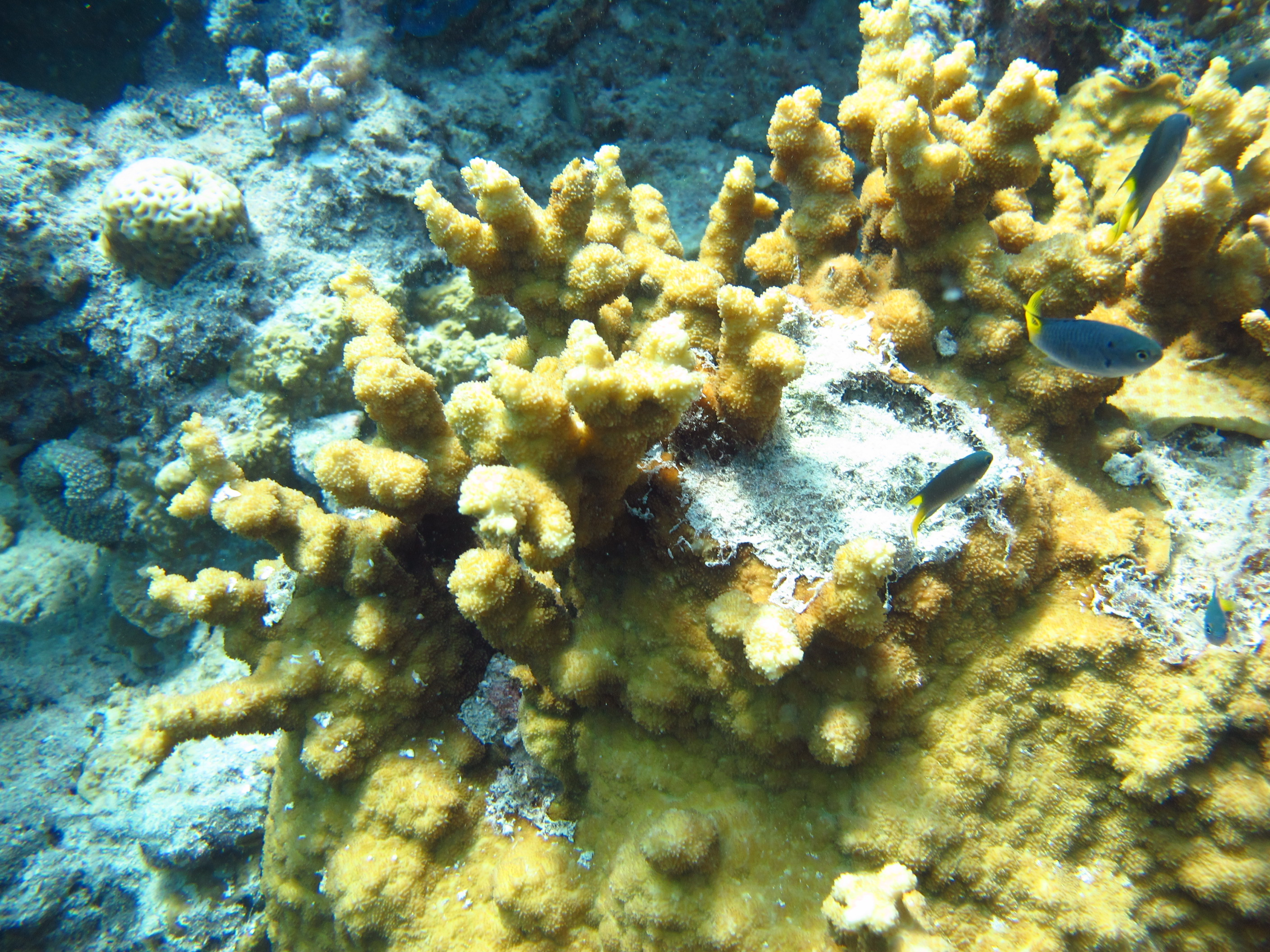
Echinopora gemmacea
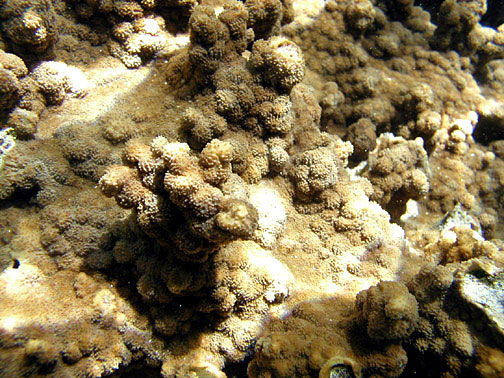
Echinopora hirsutissima
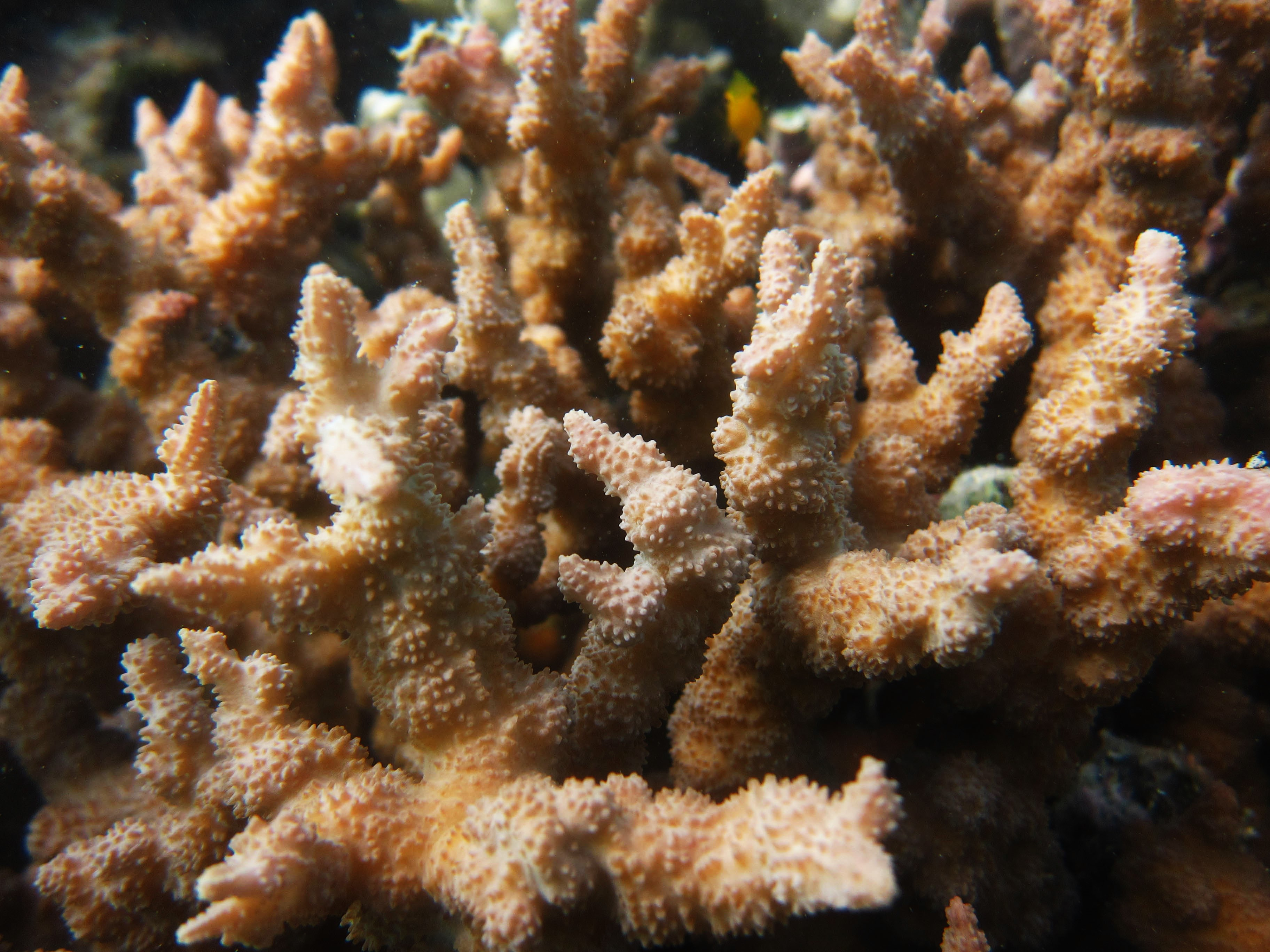
Echinopora horrida
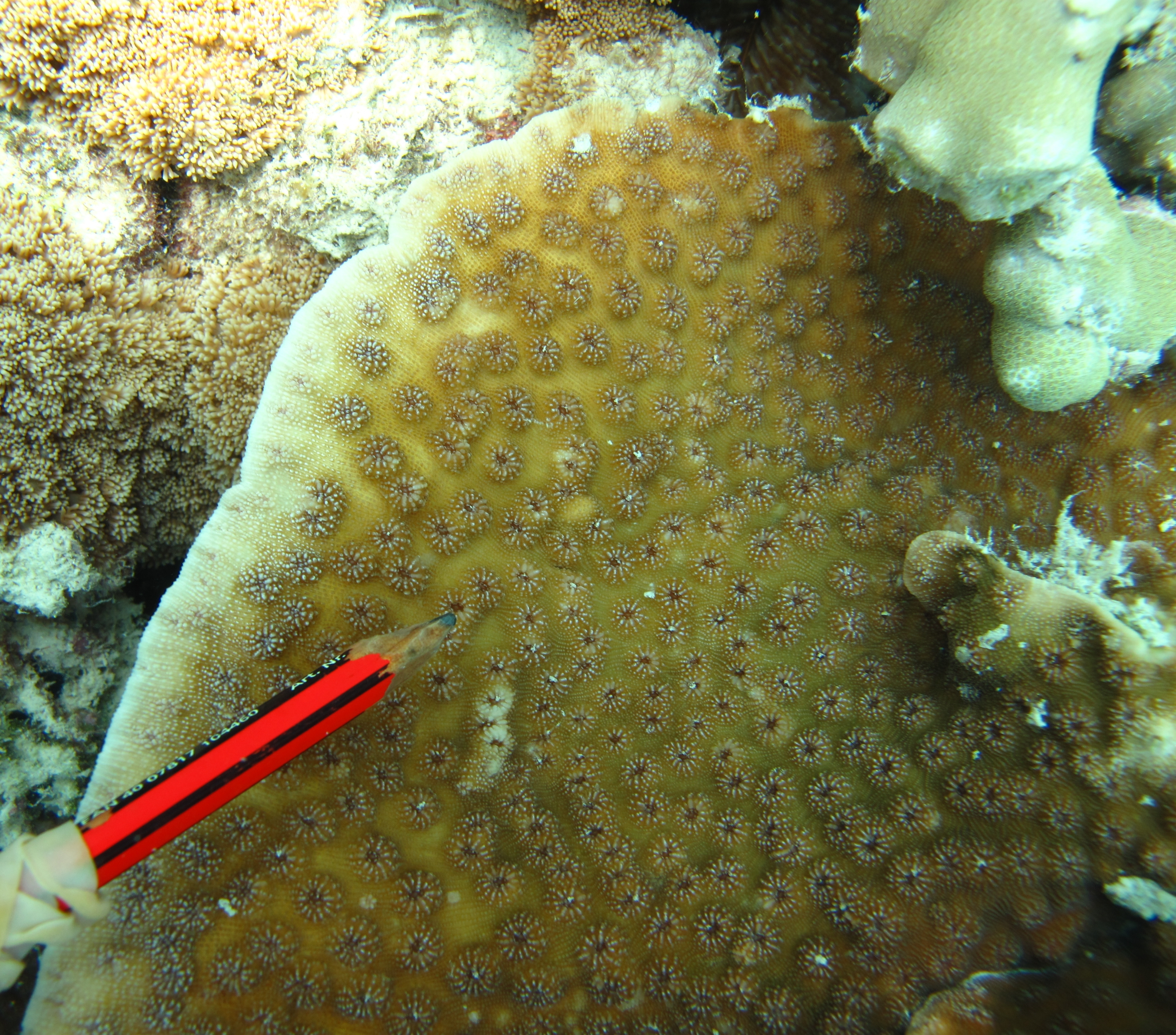
Echinopora lamellosa
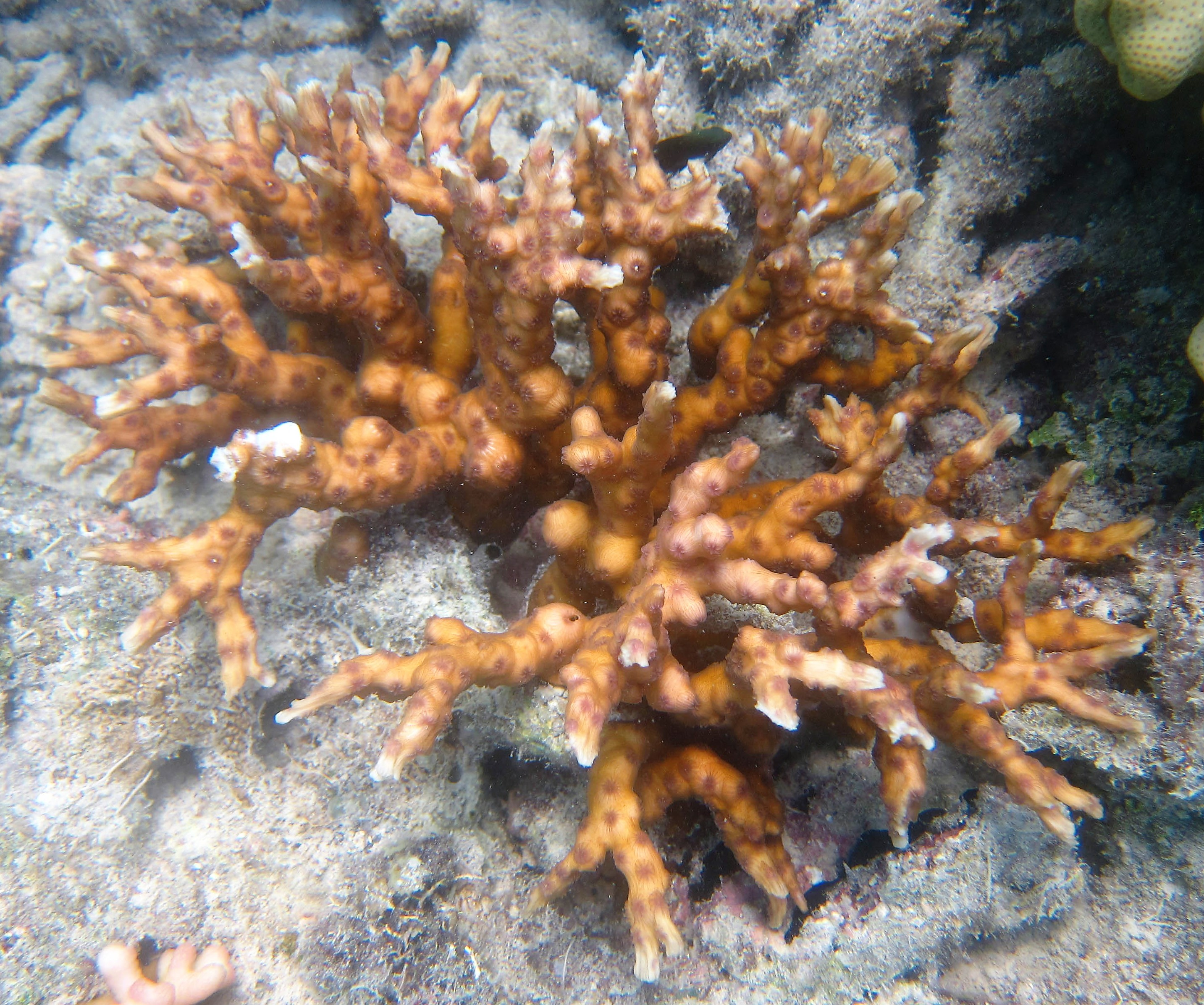
Echinopora mammiformis
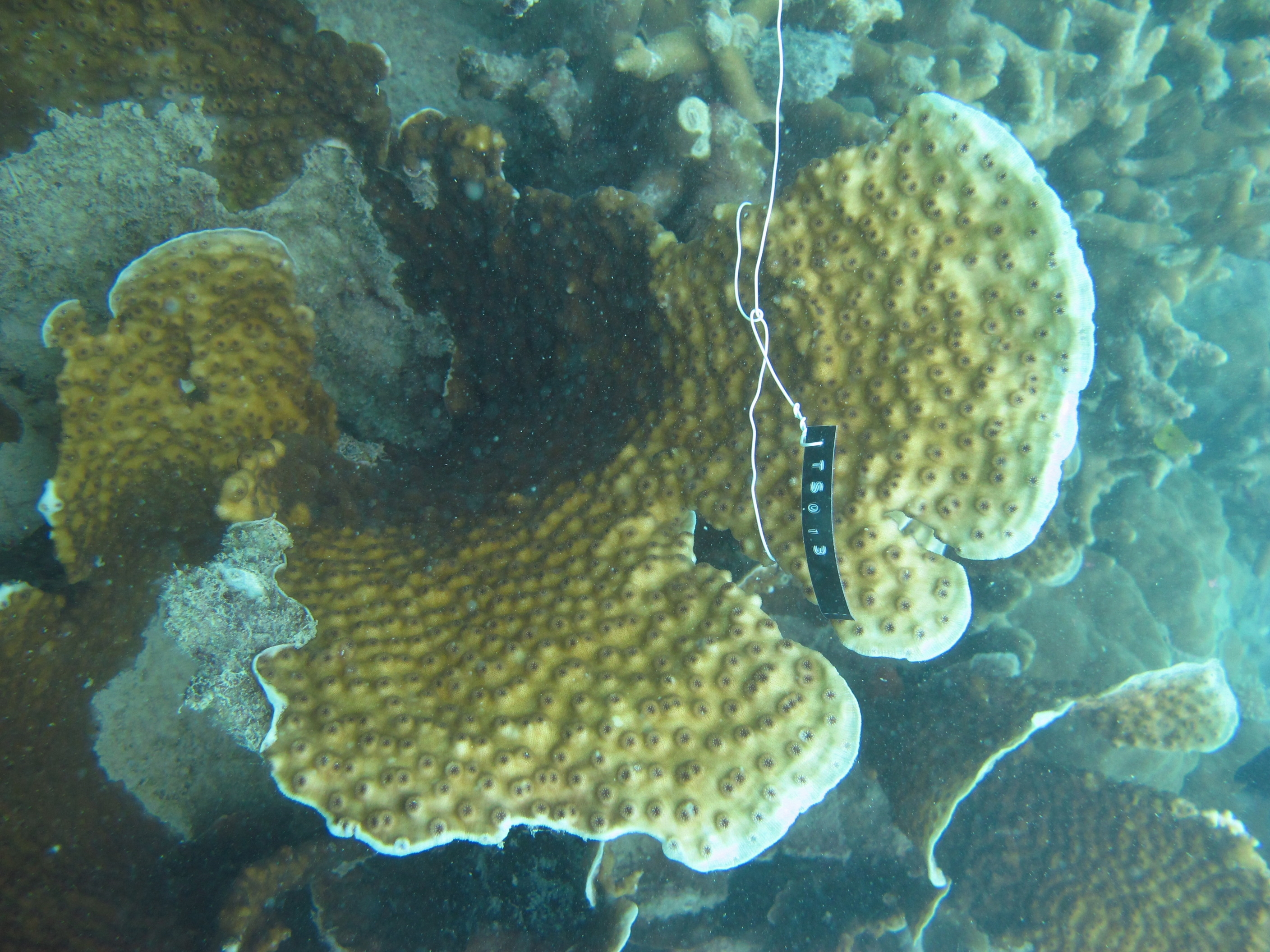
Echinopora pacificus

## Morfología
Los corales Echinopora forman colonias masivas, arborescentes o foliáceas, que a veces son bifaciales, o mezclas de esas formas.
Los coralitos se disponen en forma plocoide sobre la superficie de la colonia, lo que significa que tienen sus propios muros, no fusionados con los coralitos contiguos, pero unidos a éstos por láminas llamadas costa. Los septo-costa son desiguales en grosor. El diámetro de los cálices varía, según la especie, entre 4 y 15 mm. Los septos se disponen en tres ciclos (24-36 septos). Tienen columnela grande, amplio coenesteum, o parte común del esqueleto colonial, y escasos septos abortivos. Los coralitos hijos se forman solamente por división extracalicular.
Los pólipos se extienden sólo durante la noche y tienen un círculo simple de tentáculos, que presentan unas células urticantes denominadas nematocistos, empleadas en la caza de presas del plancton.
La gama de colores abarca el marrón, rosáceo, gris, verde, crema, azul, mostaza, o púrpura. 

## Hábitat y distribución
Viven en arrecifes localizados en los mares tropicales, en zonas cercanas a las costas. Mayoritariamente se encuentran en fondos planos, lagunas, laderas anteriores del arrecife y fondos blandos entre arrecifes.
Suelen encontrarse hasta los 40 metros de profundidad, aunque se reportan localizaciones entre 0 y 368 m,y en un rango de temperatura entre 12.00 y 28.67 °C.
Se distribuyen ampliamente en el océano Indo-Pacífico, desde las costas orientales de África, incluyendo el mar Rojo y el golfo de Adén, hasta las islas de Polinesia del Pacífico central, incluyendo las costas de Australia al sur, y Filipinas y Japón al norte.

## Alimentación
Contienen algas simbióticas; mutualistas (ambos organismos se benefician de la relación) llamadas zooxantelas. Las algas realizan la fotosíntesis produciendo oxígeno y azúcares, que son aprovechados por los pólipos, y se alimentan de los catabolitos del coral (especialmente fósforo y nitrógeno). Esto les proporciona entre el 70 y el 95% de sus necesidades alimenticias. El resto lo obtienen atrapando plancton y materia orgánica disuelta en el agua.

## Reproducción
Se reproducen asexualmente mediante gemación, y sexualmente, lanzando al exterior sus células sexuales. En este tipo de reproducción, la mayoría de los corales liberan óvulos y espermatozoides al agua, siendo por tanto la fecundación externa.  Los huevos una vez en el exterior, permanecen a la deriva arrastrados por las corrientes varios días, más tarde se forma una larva plánula que cae al fondo, se adhiere a él y comienza su vida sésil, secretando carbonato cálcico para conformar un esqueleto. Posteriormente, los pólipos se reproducen por gemación, dando origen a la colonia.